# 出口衆太郎
出口 衆太郎（いでぐち しゅうたろう、1952年 - ）は、鹿児島生まれ、武蔵野美術大学卒業。自然身法研究会主宰。気功・太極拳家。風水フォトグラファー。

## 来歴
佐保田鶴治ヨーガ禅の教師となり数千人を指導後、縁あって山中の禅僧に師事、立禅を中心とした内功武術を学び、内功の深さと力に目覚める。自然なからだを求めて、84年より陳式太極拳、大東流合気柔術を研究。陳式第十代伝人で混元太極拳宗師第一代、馮志強老師に陳発科伝太極拳、胡耀貞伝・混元気功を28年にわたり学び、混元太極拳第二代伝人、陳式太極拳第十一代伝人となる。日常動作、伝統体術に共通する原理『 自然身法 』を提唱する。
1985年に発表した『波動功』は、入門気功、自然との交流法として全国で広まった。東大附属病院では12年にわたり臨床医の下で患者に気功・自然身法を指導。日中健康センターをはじめ各地で気功、太極拳、自然身法を普及している。また、風水写真家として内外の聖地を巡り、その風水を写真、文章で各誌に発表してきている。
- 自然身法研究会代表
- 日中健康センター気功主任指導員
- 日中太極拳交流協会主任指導員
- 日本混元太極研究会理事
- 中国武術協会公認国際級審判員
- 人体科学会学術会員

## 主な著書
- 『身のこなしのメソッド・自然身法』（春秋社）
- 『体感パワースポット』（BAB ジャパン)
- 『ココロビクス入門』（河出書房新社、共著）
- 『気と気功の科学』（新人物往来社、共著）
- 『気功法の本』（学習研究社、共著）
- 『四大気功入門』（学習研究社、共著 ＤＶＤ付録）
- 『気は挑戦する』（宝島社、共著）
- 『息のしかた』（朝日新聞出版、共著）
- 『新・脳力トレーニングの技術』（宝島社、共著）
- 『気の妙術』（出版芸術社 加来耕三著）など

## 指導ビデオ
- 『自然身法・内功入門 波動七方拝と太極棒・槍術波動功』（クエスト）
- 『気の流れる太極拳 陳式混元太極拳・内功の極意』（クエスト）
- 『気の波動』（児童英語研究所）
- 『黄山・気功』（波動功ビデオ）（BAB出版）
- 『陳式混元太極拳１８式入門』（自然身法研究会制作）
- 『陳式混元太極拳砲捶入門』（自然身法研究会制作）
- 『自然身法Ⅰ（中心を攻めるらせんの極意）』（クエスト）
- 『自然身法Ⅱ（中心を崩す合わせの極意）』（クエスト）
- 『風水観気巡礼・熊野』（BAB出版）
- 『気流れるヨーガ(ナチュラル・ヨーガ)』（BAB出版）
- 『気流れるヨーガ(プラーナ・ヨーガ)』（BAB出版）他、多数